# Euploea eleusinida
Euploea eleusinida är en fjärilsart som beskrevs av Hans Fruhstorfer 1910. Euploea eleusinida ingår i släktet Euploea och familjen praktfjärilar. Inga underarter finns listade i Catalogue of Life.